# Joseph Bédier
Joseph Bédier fr.: /ʒɔzɛf bedje/ (ur. 28 stycznia 1864 w Paryżu, zm. 29 sierpnia 1938 w Grand-Serre) – francuski mediewista, pisarz i krytyk literacki.

## Życiorys
Syn Adolfa Bédier – prawnika. W latach 1889–1891 wykładał literaturę średniowieczną na Uniwersytecie we Fryburgu, w Szwajcarii, a od 1893 w Collège de France. Od 1920 do śmierci członek Akademii Francuskiej.
Zebrał i wydał w opracowaniu na współczesną francuszczyznę wiele arcydzieł średniowiecznej literatury francuskiej, m.in. Dzieje Tristana i Izoldy (1900, zrekonstruowane w najpełniejszej postaci), Pieśń o Rolandzie (1920) oraz zbiór fabliaux z 1893.
Na wniosek Polskiej Akademii Literatury, 7 listopada 1936, został mu nadany Złoty Wawrzyn Akademicki „za zasługi dla dobra literatury”.

## Publikacje
- Le Lai de l’ombre (1890)
- Le Fabliau de Richeut (1891)
- Les Fabliaux, études de littérature populaire et d’histoire littéraire du Moyen Âge (1893)
- De Nicolao Museto (gallice Colin Muset), francogallico carminum scriptore (1893)
- Dzieje Tristana i Izoldy (1900, tyt. oryg. Le Roman de Tristan et Iseut)
- Le Roman de Tristan par Thomas (2 tomy, 1902–1905)
- Études critiques (1903)
- Les Deux Poèmes de la Folie Tristan (1907)
- Légendes épiques, recherches sur la formation des chansons de geste (1908–1913)
- Les Chansons de croisade (1909)
- Les Chansons de Colin Muset (1912)
- Les Crimes allemands d’après les témoignages allemands (1915)
- Comment l’Allemagne essaie de justifier ses crimes (1915)
- L’Effort français (1919)
- Pieśń o Rolandzie (1920, wydanie krytyczne, tyt. oryg. Le Chanson de Roland)
- Pieśń o Rolandzie (1922, według manuskryptu oksfordzkiego)
- Commentaires sur la Chanson de Roland (1927)